# John Bonham
John Henry "Bonzo" Bonham, född 31 maj 1948 i Redditch i Worcestershire, död 25 september 1980 i Windsor i Berkshire, var en brittisk musiker. Han är mest känd som trummis i Led Zeppelin mellan 1968 och 1980.
Bonham är vida ansedd som en av de bästa trumslagarna i rockens historia.
Den liveversion av låten Moby Dick som finns med på skivan How the West Was Won är kanske det bästa exemplet på vad "Bonzo" kunde prestera under sina glansdagar.

## Biografi
På 1960-talet var Bonham med i diverse engelska band (bl.a. Band Of Joy, tillsammans med Robert Plant), och under den tiden formade han en egen stil. 1968 gick han med i gruppen The New Yardbirds, resterna efter The Yardbirds, efter att sångaren Robert Plant rekommenderat honom. Bandet bytte snart namn till Led Zeppelin. 

## Död

John Bonhams logga till albumet Led Zeppelin IV.

Den 24 september 1980 hämtades Bonham av Led Zeppelins assistent Rex King, då Bonham skulle till Bray Studios i Berkshire för att repetera med Led Zeppelin för en kommande turné i USA, bandets första sedan 1977. Under resan stannade de för att äta frukost, där Bonham drack ungefär 16 shottar vodka. Han fortsatte sedan att dricka mycket när de kom till repetitionerna. När det senare på kvällen blev ett uppehåll i repetitionerna, tog sig bandet till Jimmy Pages hus i Windsor, Berkshire. Efter midnatt hade Bonham somnat och togs till en säng. Benji LeFevre, Led Zeppelins turnémanager, och John Paul Jones hittade honom död den följande eftermiddagen. Bonham blev 32 år gammal.
Några veckor senare efter coronerns utredning visade det sig att under Bonhams sista dygn hade han konsumerat 40 shottar av vodka vilket resulterade i lungödem: lungorna blev vattenfyllda på grund av inhalering av uppkastningar. Efter en utredning så löd domen, den 27 oktober, att Bonhams död var en olycka. Inga andra droger hittades i Bonhams kropp efter obduktionen. John Bonham kremerades och den 12 oktober 1980 begravdes han i Worcestershire. På gravstenen står det:
| ” | CHERISHED MEMORIES OF A LOVING HUSBAND AND FATHER JOHN HENRY BONHAM WHO DIED SEPT. 25th 1980 AGED 32 YEARS He will always be Remembered in our hearts. Goodnight my Love, God Bless. | „ |

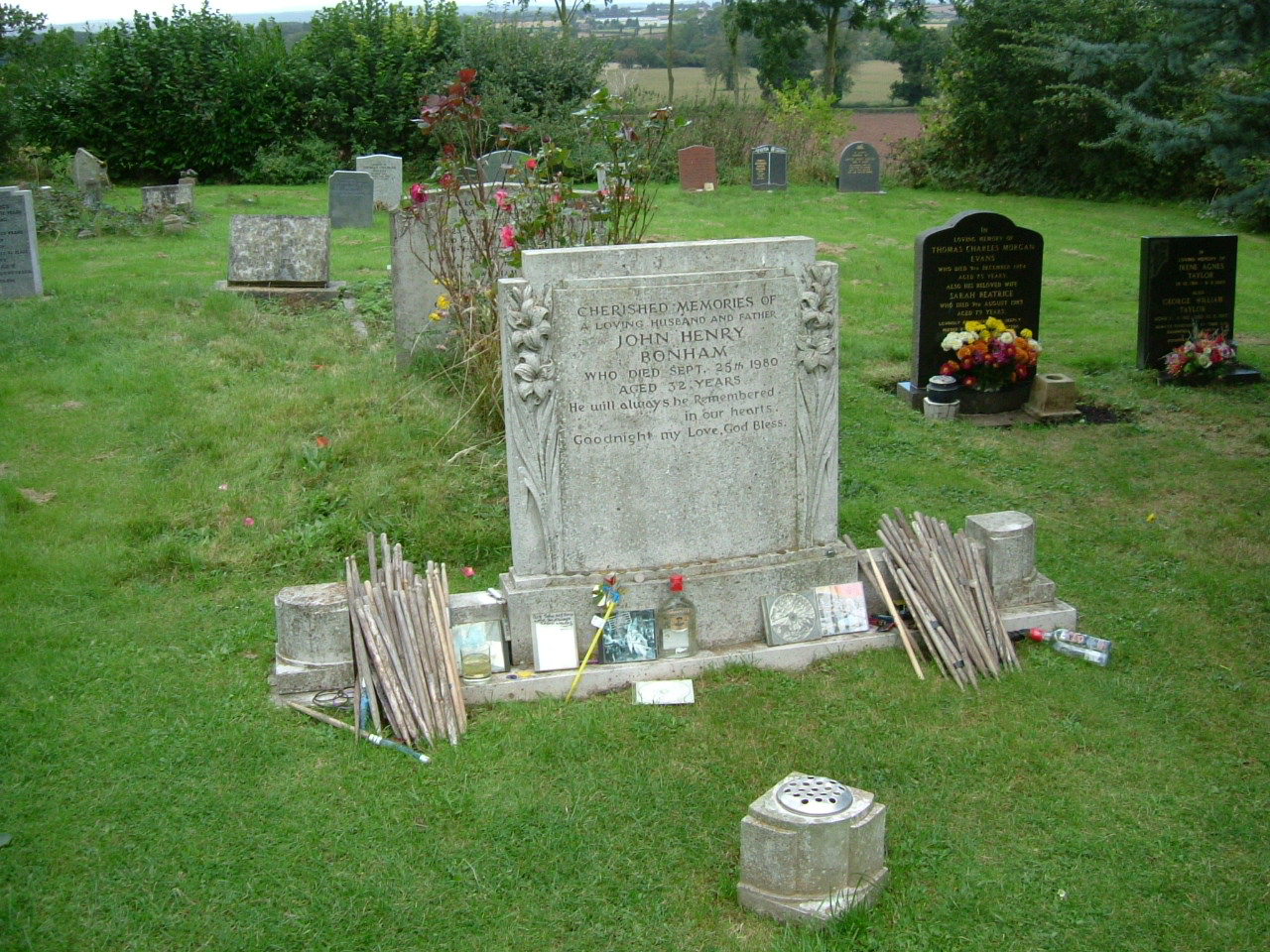
John Bonhams gravsten.

Trots rykten i pressen att trummisar som Cozy Powell, Carmine Appice, Barriemore Barlow eller Bev Bevan bland andra skulle efterträda Bonham i bandet, bestämde de kvarvarande medlemmarna att lägga ner Led Zeppelin. 4 december 1980 gav de ut ett pressmeddelande som bekräftade att gruppen inte skulle fortsätta utan sin trummis.